# Pakajoki
Pakajoki is een rivier annex beek die stroomt in de Finse gemeente Muonio in de regio Lapland. De rivier voedt het Pakajärvi en ontwatert hetzelfde meer naar het westen toe. Ze mondt uit in de Muonio. Ze maakt deel uit van het stroomgebied van de Torne. Ze is 27960 meter lang.
Afwatering: Pahtajoki → Muonio →  Torne → Botnische Golf